# Pink Panthers
Pink Panthers è il nome che l'Interpol ed i media hanno dato a una banda di ladri internazionali. Si tratta di una rete di ladri di gioielli responsabile di una serie di rapine e furti giudicati fra i più audaci nella storia della criminalità organizzata.
L'organizzazione conta circa 800 membri principali; molti degli appartenenti sono ex soldati di etnia serba, provenienti da Serbia, Montenegro, Croazia o da altri ex stati Jugoslavi. Questi militari erano ex componenti delle forze speciali, che una volta divenuti reduci della guerra nei Balcani, hanno fatto un uso criminale del loro addestramento.
Il nome è ispirato al personaggio della Pantera Rosa, protagonista di una serie di film commedia polizieschi.

## Furti
La banda ha attirato l'attenzione del pubblico per la prima volta nel 2003 a seguito del furto perpetrato ai danni di un gioielliere di Mayfair, a Londra. Degli uomini elegantemente vestiti entrano nella giolielleria Graff ‘Jewellery Salon’ su New Bond Street e armi alla mano si fanno consegnare gioielli e diamanti per oltre 23 milioni di sterline, riuscendo a dileguarsi poco dopo senza che il personale, preso alla sprovvista, possa in alcun modo reagire.
Le indagini di Scotland Yard portano all’appartamento di un complice della banda, dove viene recuperata solo parzialmente la refurtiva. Fra le pietre preziose recuperate un diamante azzurro (del valore di 500.000 sterline) nascosto in vasetto di crema per il viso, particolare che riecheggia un episodio del film la Pantera Rosa colpisce ancora..
I media si sbizzariscono sul particolare, soprannominando la banda the Pink Panthers. Evidentemente alla banda il soprannome piacque, tanto che in occasione di una loro successiva rapina, a Zurigo, indossarono delle magliette rosa.